# Interakce elektronů s hmotou
Interakcí dopadajících elektronů s materiálem (hmotou obecně) vznikají následující detekovatelné složky:
- sekundární elektrony (SE)
- odražené elektrony (BSE - Backscattered electrons)
- Augerovy elektrony (AE)
- rentgenové záření (RTG, X-Rays)
- katodoluminiscence
- prošlé elektrony (TE - Transmited electrons)
- absorbované elektrony (absorbovaný proud)

Tohoto jevu se využívá především k diagnostice v lékařství a defektoskopii (rentgenové záření) a v rastrovacím elektronovém mikroskopu, případně v mikrosondě, k zjištění lokálních vlastností zkoumaného materiálu. Týž jev je také příčinou vzniku rentgenového záření při interakci elektronů kosmického záření s molekulami plynů zemské atmosféry.